# Leache
Leache település Spanyolországban, Navarra autonóm közösségben. Leache Aibar, Sada, Ezprogui és Ibargoiti községekkel határos. Lakosainak száma 40 fő (2024).

## Népesség
A település népessége az elmúlt években az alábbi módon változott:
| Lakosok száma | 50   | 48   | 46   | 55   | 59   | 49   | 40   | 30   | 32   | 40   |
|               | 2001 | 2004 | 2006 | 2009 | 2011 | 2014 | 2016 | 2019 | 2021 | 2024 |